# Otto Seitz (General)
Otto Seitz (* 11. Juni 1911 in Agram; † 24. Oktober 1974 im Oberen Mölltal) war ein österreichischer General, der die Sektion III im Bundesministerium für Landesverteidigung leitete und während des Jahres 1971 „mit der Wahrnehmung der Agenden des Generaltruppeninspektors betraut“ war.

## Leben
Otto Seitz diente seit 1929 im Bundesheer, wurde 1934 Leutnant im Alpenjägerregiment Nr. 12 in Tirol und qualifizierte sich 1937 für den Generalstabskurs. Nach dem Anschluss Österreichs ans Deutsche Reich wurde Seitz in die deutsche Wehrmacht übernommen und mit seinen Kurskameraden an die Kriegsakademie in Berlin versetzt. Nach Abschluss der Generalstabsausbildung diente er in verschiedenen Generalstabsverwendungen. Er machte mit der 205. Infanterie-Division den Frankreichfeldzug und als deutscher Verbindungsoffizier bei der rumänischen Armee deren Angriff auf die Sowjetunion mit. 1942 war er im Stab der 7. Gebirgs-Division in Finnland an der Front in Karelien. Weitere Generalstabsverwendungen auf der Krim, an der Atlantikküste und an der Invasionsfront bei Caen folgten. Im Kessel von Falaise als Oberstleutnant i. G. gefangen genommen, war er bis 1946 in Lagern in Kanada und England. Nach kurzer Tätigkeit in zivilen Berufen war er ab Mitte 1952 als Gendarmeriemajor und Kommandant der Gendarmerieschule Tirol I am Aufbau der B-Gendarmerie beteiligt. 1955 wurde er Leiter der Organisationsabteilung im Amt für Landesverteidigung, ab 1956 mit der Führung der Gruppe III in Salzburg betraut. 1958 zum Generalmajor befördert, blieb er bis 1961 Befehlshaber dieser Gruppe, deren Korpsbereich das gesamte westliche Österreich umfasste. Am 1. Juli 1961 wurde der indessen zum General der Infanterie beförderte Seitz zum Leiter der Sektion III, der militärischen Führungssektion des Bundesministeriums für Landesverteidigung, bestellt. Als General Erwin Fussenegger wegen seiner Ablehnung der Dienstzeitverkürzung und der folgenden Heeresreform mit Ende 1970 demonstrativ in den Ruhestand trat, wurde Seitz „unbeschadet seiner Funktion als Sektionsleiter mit der Wahrnehmung der Agenden des Generaltruppeninspektors“ betraut. Diese Aufgabe nahm er vom 1. Jänner bis 30. November 1971 wahr. Er selbst trat Ende 1971 ebenfalls in den Ruhestand. Er starb drei Jahre später überraschend während einer Autofahrt im Mölltal.